# Brando (Corsica)
Brando (Corsicaans: Brandu) is een gemeente in het Franse departement Haute-Corse (regio Corsica). De plaats maakt deel uit van het arrondissement Bastia. Brando telde op 1 januari 2022 1.558 inwoners.
De gemeente telt verschillende gehuchten. In Erbalunga, aan de kust, zijn het gemeentehuis, de school, en de meeste handelszaken gevestigd. Ook Lavasina ligt aan zee. Meer landinwaarts liggen Mausoléo, Castello, Silgaggia, Pozzo en Poretto.

## Geografie
De oppervlakte van Brando bedroeg op 1 januari 2022 22,22 vierkante kilometer; de bevolkingsdichtheid was toen 70,1 inwoners per km².
De onderstaande kaart toont de ligging van Brando met de belangrijkste infrastructuur en aangrenzende gemeenten.

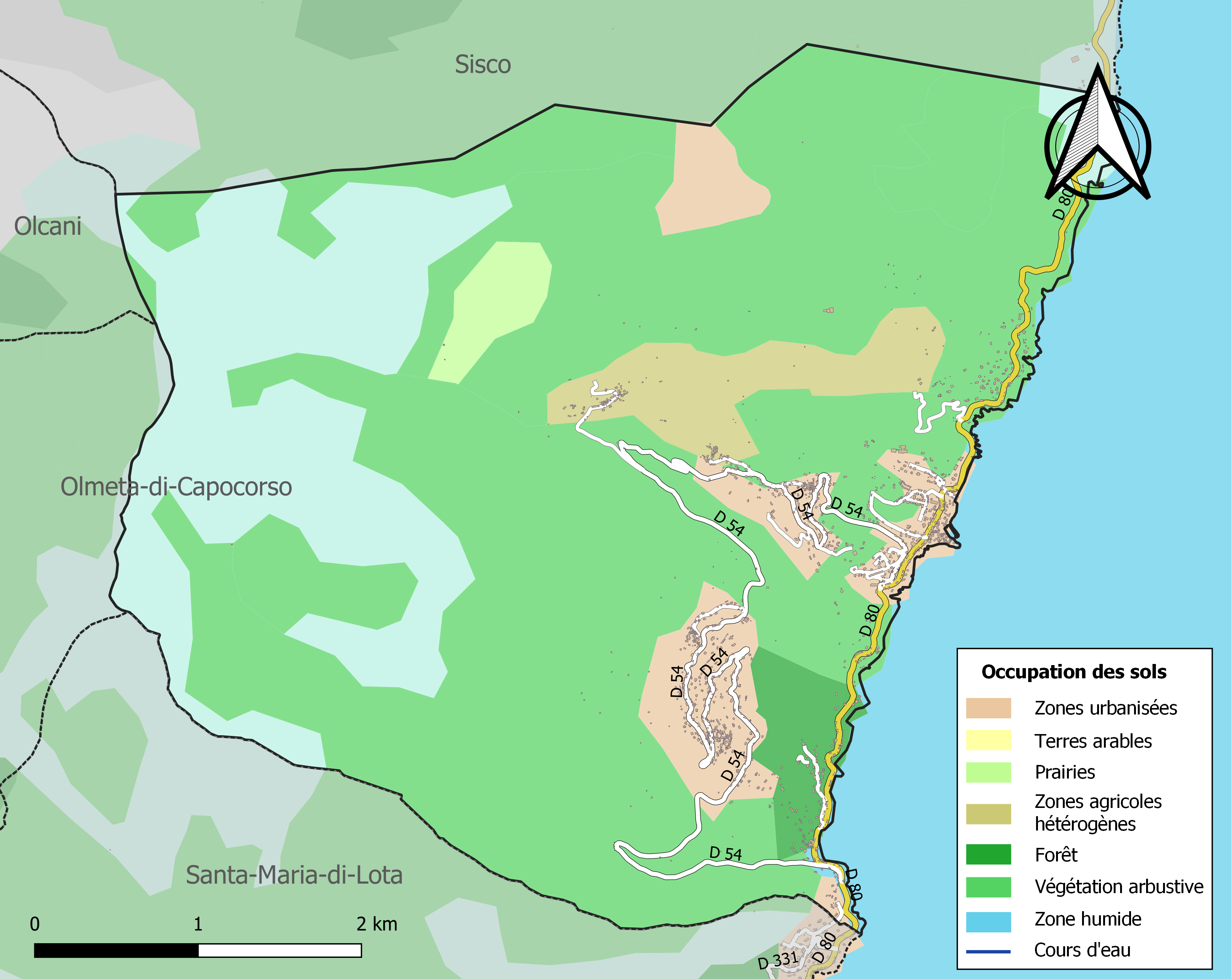

## Demografie
Onderstaande figuur toont het verloop van het inwonertal (bron: INSEE-tellingen).

Vanwege een beveiligingsprobleem met de MediaWiki Graph-software is het momenteel niet mogelijk deze grafiek weer te geven. Zodra de software is bijgewerkt zal de grafiek vanzelf weer zichtbaar worden.